# Hồ Nguyên Trừng
Hồ Nguyên Trừng (chữ Hán: 胡元澄 1374–1446) biểu tự Mạnh Nguyên (孟源), hiệu Nam Ông (南翁), sau đổi tên thành Lê Trừng (黎澄) là một nhà chính trị, quân sự, tôn thất hoàng gia Đại Ngu, con trưởng của vua Hồ Quý Ly và là hoàng huynh vua Hồ Hán Thương. Ông làm tể tướng triều Hồ, có nhiều đóng góp về khoa học quân sự và là chỉ huy chính của quân đội Việt trong kháng chiến chống Minh (1406–1407).
Cuối thời Trần, Hồ Quý Ly làm Phụ chính Thái sư, nắm mọi việc trong triều, Nguyên Trừng nhận chức Tư đồ. Sau khi nhà Hồ thành lập, ông nhận chức Tả Tướng quốc, cùng với chú là Hữu Tướng quốc Hồ Quý Tỳ đứng hàng Tể tướng. Cuối năm 1406, Nhà Minh xâm lược Đại Ngu, vua Hồ Hán Thương sai Tả Tướng quốc Trừng cầm quân chống lại. Đại Việt Sử ký Toàn thư, bộ quốc sử Đại Việt thời Lê, kể Hồ Nguyên Trừng đã trực tiếp chỉ huy nhiều trận đánh lớn như trận Lãnh Kinh (1406), trận phòng thủ Đa Bang, cùng các trận phản công sông Lô và cửa Hàm Tử (1407). Trừ trận Lãnh Kinh là thắng lợi khó nhọc của quân Đại Ngu, các trận đánh do Hồ Nguyên Trừng chỉ huy đều thất bại. Tháng 5 âm lịch năm 1407, Hồ Nguyên Trừng bị bắt về Trung Quốc cùng với Thượng hoàng Hồ Quý Ly, vua Hồ Hán Thương, Hữu Tướng quốc Hồ Quý Tỳ. Về sau, ông được Nhà Minh sung vào Công bộ làm quan, được nhà Minh gọi là '''Hỏa khí chi thần''' (火器之神). Ngoài ra ông còn là nhà văn Việt Nam ở thế kỷ XV, với tác phẩm tự kể Nam Ông mộng lục.

## Sự nghiệp ban đầu
Hồ Nguyên Trừng, trước để họ Lê, người huyện Vĩnh Phúc, lộ Thanh Hoa (nay thuộc tỉnh Thanh Hóa). Ông là con trai cả của Hồ Quý Ly và là anh của Lê Hán Thương cùng Lê Thánh Ngâu. Mẹ ông có thể là một người thiếp, vì vợ cả của Quý Ly là Huy Ninh Công chúa Trần thị chỉ sinh một nam một nữ, đó là Hán Thương và Thánh Ngâu. Trong tập Nam Ông mộng lục ông có nói ngoại tổ phụ tên Nguyễn Thánh Huấn (阮聖訓), vốn là một người rất hay thơ đời Trần, nên mẹ của ông có lẽ là Nguyễn phu nhân. Tuy nhiên, câu viết trong bài là "Trừng thái phụ chi ngoại tổ viết: Nguyễn Công", có lẽ chưa chắc ngoại tổ phụ của Trừng họ Nguyễn, mà là ngoại tổ của ông nội Trừng mới là họ Nguyễn (còn tồn nghi vấn).
Từ thời vua Trần Nghệ Tông (giữ ngôi 1370–1372, Thượng hoàng 1372–1394), Lê Quý Ly là em họ bên ngoại của nhà vua, nên được cất nhắc làm quan. Lê Quý Ly thăng tiến rất nhanh, đến năm 1387 được bổ làm Đồng bình chương sự, tức Tể tướng. Được sự tin tưởng và chống lưng của Thượng hoàng Trần Nghệ Tông, Lê Quý Ly nắm quyền lực gần như tuyệt đối; các tôn thất và quan lại trung thành với triều Trần đã nhiều lần làm chính biến nhằm lật đổ Lê Quý Ly, nhưng đều thất bại và nhiều người bị giết, trong đó có vua Trần Phế Đế.
Sau khi giết Trần Phế Đế năm 1388, Thượng hoàng Nghệ Tông lập con út là Chiêu Định vương Ngung lên ngôi, tức vua Trần Thuận Tông. Lê Quý Ly tiếp tục nắm quyền quyết định trong triều. Tháng 11 âm lịch năm 1394, triều đình bỏ cơ quan Đăng văn kiểm pháp viện, đặt Thượng lâm tự, bổ Lê Nguyên Trừng làm Phán tự sự. Tháng 12 âm lịch năm này, Thượng hoàng chết. Năm 1395, Lê Quý Ly ép Thuận Tông phong mình làm Nhập nội Phụ chính Thái sư bình chương quân quốc trọng sự, Tuyên Trung Vệ quốc đại vương, đeo lân phù vàng.
Năm 1399, Lê Quý Ly giết vua Trần Thuận Tông, lập Thái tử An 3 tuổi lên thay, tức Trần Thiếu Đế. Tháng 6 âm lịch năm này, Quý Ly tự phong làm Quốc tổ Chương Hoàng, mặc áo màu bồ hoàng, ra vào cung Nhân Thọ có 12 chiếc lọng vàng, theo lệ của thái tử. Quý Ly phong con trưởng là Nguyên Trừng làm Tư đồ, con thứ là Hán Thương làm Nhiếp thái phó.
Mùa xuân năm 1400, dù vua Trần Thiếu Đế còn tại ngôi, Lê Quý Ly lập con thứ là Lê Hán Thương làm Thái tử, đây là một bước quan trọng trong quá trình thâu tóm ngôi vua của Quý Ly.
Theo Đại Việt sử ký toàn thư, tuy Lê Nguyên Trừng là con cả nhưng mẹ không phải Huy Ninh Công chúa, mà Hán Thương lại là con của công chúa, nên Quý Ly muốn chọn Hán Thương làm thái tử, nhưng ý mãi chưa quyết, mới mượn cái nghiên đá mà nói rằng: "Thử nhất quyển kỳ thạch, hữu thì vi vân vũ dĩ nhuận sinh dân" (Hòn đá lạ bằng nắm tay này, có lúc làm mây làm mưa để nhuần thấm sinh dân), bảo con trưởng là Trừng đối lại để xem chí hướng ra sao. Trừng đối lại rằng: "Giá tam thốn tiểu tùng, tha nhật tác đống tác lương dĩ phù xã tắc" (Cây thông nhỏ mới ba tấc kia, ngày sau làm rường cột để chống nâng xã tắc). Bấy giờ, Lê Quý Ly ý mới quyết định.
Ngày 28 tháng 2 âm lịch năm 1400, Lê Quý Ly bức Trần Thiếu Đế nhường ngôi. Lê Quý Ly đổi sang họ Hồ, lên ngôi Hoàng đế, lấy niên hiệu Thánh Nguyên, đổi tên nước thành Đại Ngu. Nhà Hồ thành lập. Không lâu sau, nhà vua phong Hồ Nguyên Trừng làm Tả Tướng quốc (左相國), tước hiệu Vệ vương (衞王).
Tháng 12 âm lịch năm 1401, Hồ Quý Ly nhường ngôi cho Thái tử Hồ Hán Thương. Hán Thương lên ngôi Hoàng đế, tôn vua cha làm Thái thượng hoàng. Hồ Nguyên Trừng tiếp tục làm Tả Tướng quốc, cùng chú là Hữu Tướng quốc Hồ Quý Tỳ coi việc nước.
Theo Minh thực lục, toàn tước vị của Hồ Nguyên Trừng khi bị bắt là: Thôi Thành Thủ Chánh Dực Tán Hoằng Hóa công thần, Vân Truân Trấn Kiêm Quy Hóa Trấn Gia Hưng đẳng Trấn Chư quân sự Tiết Độ đại sứ, Thao Giang Quản nội Quan sát xử Trí đẳng sử, Sử Trì Tiết Vân Truân Quy Hóa Gia Hưng Đẳng Trấn Chư quân sự, Lĩnh Đông Lộ Thiên Trường Phủ Lộ Đại Đô đốc phủ, Đặc tiến, Khai phủ nghi đồng tam ti, Nhập nội Kiểm giáo, Tả tướng quốc, Bình chương quân quốc sự, Tứ Kim Ngư Đại, Thượng trụ quốc, Vệ Quốc Đại Vương.

## Chiến tranh Minh – Đại Ngu
Trong khi nhà Hồ cai trị Đại Ngu, ở phương Bắc, đế quốc Minh – Trung Quốc đã phất lên rất mạnh dưới sự cai trị của Minh Thành Tổ. Minh Thành Tổ nhiều lần bộc lộ ý muốn xâm chiếm Đại Ngu, qua việc cử người do thám, ép vua Hồ Hán Thương phải cắt đất ở biên giới, và chi viện thủy quân cho Chiêm Thành ở phía Nam chống Đại Ngu. Tháng 9 âm lịch năm 1405, vua Hồ Hán Thương chấn chỉnh quân đội, xây dựng thành lũy, đóng cọc trên sông,... để đề phòng quân Minh. Nhà vua còn mời An phủ sứ các lộ về Tây Đô cùng triều đình bàn nên đánh hay hòa. Trong cuộc thảo luận, có người nói đánh, có người như Trấn thủ Bắc Giang Nguyễn Quân muốn tạm hòa, riêng Tả Tướng quốc Hồ Nguyên Trừng phát biểu:
| “                 | Thần không sợ đánh, chỉ sợ lòng dân không theo thôi! | ” |
| — Hồ Nguyên Trừng |                                                      |   |

Thượng hoàng Hồ Quý Ly nghe vậy, mới ban thưởng cho ông một hộp trầu bằng vàng. Sử quan đời Lê sơ Ngô Sĩ Liên trong bộ Đại Việt Sử ký Toàn thư dù không đề cao nhà Hồ nhưng cũng phải ca ngợi lời phát biểu của Hồ Nguyên Trừng:
| “                         | Mệnh trời là ở lòng dân. Câu nói của Trừng hiểu được điều cốt yếu đó. Không thể vì cớ là họ Hồ mà bỏ câu nói của Trừng. | ” |
| — Đại Việt Sử ký Toàn thư | |   |

### Đánh quân Minh lần thứ nhất
Tháng 4 âm lịch năm 1406, Minh Thành Tổ viện cớ phục ngôi cho Trần Thiêm Bình (tên thật Nguyễn Khang, giả mạo làm con thứ ba của Trần Nghệ Tông), sai Chinh Nam tướng quân Hữu quân đô đốc đồng tri Hàn Quan và Tham tướng đô đốc đồng tri Hoàng Trung mang 10 vạn quân từ Quảng Tây đánh Đại Ngu. Tả Tướng quốc Hồ Nguyên Trừng đem đại quân đón đánh ở ải Lãnh Kinh. Theo Đại Việt Sử ký Toàn thư, quân Đại Ngu thấy địch ít quân nên khinh suất, để bị thảm bại. Bốn đại tướng Đại Ngu là Phạm Nguyên Khôi (nhị vệ đại tướng), Chu Bỉnh Trung (chỉ huy quân Chấn Cương), Trần Huyên Huyên (chỉ huy quân Tam Phụ) và Trần Thái Bộc (chỉ huy quân Tả Thần Dực) đều chết trận. Hồ Nguyên Trừng bỏ thuyền lên bờ, suýt bị quân Minh bắt, có người thấy vậy liền dìu ông xuống thuyền, nhờ vậy ông thoát. Sau tướng Hồ Vấn bất ngờ đem quân Tả Thánh Dực từ Vũ Cao tới, đánh quân Minh thua to. Hoàng Trung đợi đến trống canh hai nửa đêm thì bỏ chạy. Vua Hồ Hán Thương đã sai tướng Hồ Xạ chỉ huy quân Hữu Thánh Dực, tướng Trần Đĩnh chỉ huy quân Thánh Dực Bắc Giang khóa chân địch tại cửa ải Chi Lăng. Quân Minh đành giao nộp Trần Thiêm Bình cho Đại Ngu để được rút về nước. Sau vua Hồ xử lăng trì Trần Thiêm Bình.

### Đánh quân Minh lần thứ hai
Tháng 9 âm lịch năm 1406, Minh Thành Tổ lại sai Chinh Di phó tướng quân Tân Thành hầu Trương Phụ, Tham tướng Huỳnh Dương bá Trần Húc đem 40 vạn quân đánh ải Pha Lũy, cùng lúc Chinh Di tả phó tướng quân Tây Bình hầu Mộc Thạnh, Tham tướng hữu quân đô đốc đồng tri Phong Thành hầu Lý Bân đem 40 vạn quân đánh ải Phú Lệnh. Quân Minh nhanh chóng vượt qua biên giới. Đến tháng 11, hai cánh quân Minh gặp nhau ở Bạch Hạc, bày doanh trại ở bờ bắc sông Cái đến tận Trú Giang. Hồ Hán Thương sai đại quân đóng đối diện với doanh trại quân Minh, quân ở sông Cái do Hồ Nguyên Trừng chỉ huy, quân ở Trú Giang do Thiêm văn triều chính Hồ Đỗ chỉ huy. Phía ngoài liên kết chiến hạm của thủy quân, trên bờ thì quân bộ đóng. Việc ông lập một phòng tuyến chống giặc bắt đầu bằng cứ điểm then chốt Đa Bang (Ba Vì) kéo dài theo bờ nam sông Đà, sông Hồng cho đến sông Ninh (Nam Hà) rồi lại tiếp tục theo bờ sông Luộc, sông Thái Bình đến Bình Than dài trên 400 km. Hồ Nguyên Trừng cũng sáng tạo ra cách đánh độc đáo: ông cho đúc nhiều dây xích lớn chăng qua những khúc sông hiểm trở, kết hợp với quân mai phục trang bị bằng hỏa lực mạnh. Hồ Nguyên Trừng tổ chức những xưởng đúc súng lớn. Ông đã phát minh, chế tạo ra nhiều loại súng có sức công phá mạnh. Từ việc cải tiến súng, chế thuốc súng, hiểu rõ sức nổ của thuốc đạn Hồ Nguyên Trừng phát minh ra phương pháp đúc súng mới gọi là súng "thần cơ".
Ở Bạch Hạc, Trương Phụ và Mộc Thạnh làm bảng văn kể tội nhà Hồ, hứa hẹn khôi phục nhà Trần. Sau đó quân Minh chia nhau viết lại lời bảng văn này vào nhiều miếng ván gỗ, rồi thả trôi sông. Quân Đại Ngu trông thấy, nhiều người mất niềm tin vào hoàng gia, không còn muốn chiến đấu. Các tướng Mạc Địch, Mạc Thúy, Mạc Viễn và Nguyễn Huân đầu hàng nhà Minh và được trao quan tước. Hồ Nguyên Trừng và các tướng đành cố thủ nơi hiểm trở, đợi quân Minh mỏi mệt rồi mới ra đánh. Tháng 12 âm lịch năm 1406, Mộc Thạnh bàn với Trương Phụ: "Những hàng rào gỗ mà bên địch dựng lên đều sát liền sông, quân ta không thể tiến lên được; chỉ có Đa Bang là nơi đất cát bằng phẳng có thể đóng quân, chỗ ấy tuy thành đất khá cao, bên dưới có mấy tầng hào, nhưng khí giới đánh thành của ta đều đầy đủ, đánh mà chiếm lấy cũng có phần dễ". Trương Phụ nghe theo, ngay đêm đó hạ lệnh cho Đô đốc Hoàng Trung tấn công mặt tây bắc, Đô đốc Trần Tuấn tấn công mặt đông nam. Quân Minh bắc thang mây trèo lên thành. Quân Hồ Nguyên Trừng không đỡ nỗi và lui vào thành. Hôm sau, quân Đại Ngu khoét thành cho voi ra đánh. Quân Minh lấy những bức vẽ hình sư tử trùm lên mình ngựa, lại huy động đại bác bắn voi. Voi chạy vào thành, quân Minh ào lên đuổi thành, tràn vào trong thành. Thành Đa Bang thất thủ, các đơn vị khác của Đại Ngu đóng ven sông cũng tan vỡ. Tả Tướng quốc Hồ Nguyên Trừng thúc quân chạy về Hoàng Giang, bỏ lại Đông Đô trong tay quân Minh. Người Minh vào Đông Đô, đặt quan cai trị, tích trữ lương thực, chiêu tập dân phiêu tán, chuẩn bị đô hộ lâu dài.
Tháng 2 âm lịch năm 1407, Mộc Thạnh biết tin Hồ Nguyên Trừng đã về Hoàng Giang, bèn đưa quân thủy bộ tới sông Mộc Phạm, hạ trại đối diện với quân Trừng ở Hoàng Giang. Ngày 20 tháng 2 âm lịch năm 1407, Hồ Nguyên Trừng đem 300 chiếc thuyền phản công lớn. Quân Minh từ 2 bên bờ sông đánh kẹp lại, Hồ Nguyên Trừng thất trận, chạy về giữ cửa Muộn. Hai vua Hồ đều lui về Tây Đô. Các tướng Hồ Đỗ, Hồ Xạ rời Bình Than qua Thái Bình, Đại Toàn tới cửa Muộn giúp Hồ Nguyên Trừng dựng chiến lũy, chế tạo hỏa khí, thuyền chiến và kêu gọi dân góp tiền, ai làm theo sẽ được gả con gái tôn thất và được thưởng 10 mẫu ruộng. Quân Minh kéo đến đánh cửa Muộn Hải, quân Trừng lại thua phải chạy về cửa biển Đại An. Một số quan lại như Thị trung Trần Nguyên Chỉ, Trung thư lệnh Trần Sư Hiền đầu hàng người Minh.
Ở cửa Đại An, Hồ Nguyên Trừng cho quân dựng chiến lũy, ngày đêm giao chiến dữ dội với địch. Bấy giờ, thời tiết nắng mưa thất thường nên quân Minh bị bệnh tật, tổn thất nhiều. Người Minh thấy đất cửa Muộn Hải ẩm thấp, không ở được lâu, bèn giả vờ rút lui. Tới cửa Hàm Tử, họ lập doanh trại phòng bị rất nghiêm mật. Tả Tướng quốc Hồ Nguyên Trừng sai người đón hai vua từ Tây Đô ra Bắc, rồi tiến quân trở lại Hoàng Giang. Tháng 3 âm lịch, ông và Hồ Đỗ mở trận phản kích lớn dùng 7 vạn quân thủy bộ – nói phao là 21 vạn – từ Hoàng Giang đánh vào cửa Hàm Tử. Ông giao cho Hồ Xạ, Trần Đĩnh chỉ huy cánh quân bộ ở bờ phía nam; Đỗ Nhân Giám, Trần Khắc Trang chỉ huy cánh quân bộ ở bờ bắc; Đỗ Mãn và Hồ Vấn chỉ huy thủy quân, đích thân Hồ Nguyên Trừng và Hồ Đỗ đi cùng cánh quân này. Người Minh ém quân mai phục sẵn, nhân lúc quân Đại Ngu sơ hở, quân thủy bộ Minh ào lên đánh. Quân bộ Đại Ngu bại thê thảm, nhiều người đầu hàng, số khác rơi xuống sông chết đuối. Hồ Nguyên Trừng cùng thủy quân chạy thoát, nhưng hầu hết số thuyền tải lương của ông đều bị đánh chìm. Sau thảm bại này, ông cùng hai vua đem liêu thuộc theo đường biển chạy vào Thanh Hóa.
Ngày 23 tháng 4 âm lịch, quân Minh rượt tới Lỗi Giang, quân Đại Ngu tan vỡ. Đến ngày 29, quân Minh ào lên đánh cửa biển Điền Canh, quân Đại Ngu tự tan. Cha con vua Hồ chạy vào Nghệ An. Trương Phụ cùng Mộc Thạnh dẫn quân bộ, Liễu Thăng dẫn quân thủy đuổi theo. Ngày 5 tháng 5 âm lịch năm 1407, quân Minh tới Vĩnh Ninh (nay thuộc huyện Kỳ Anh, Hà Tĩnh). Hồ Quý Ly bị bắt ở bãi Chỉ Chỉ, Tả Tướng quốc Trừng bị bắt ở cửa biển Kỳ La. Hôm sau, một nhóm người Việt theo nhà Minh bắt Hồ Hán Thương và Thái tử Nhuế ở núi Cao Vọng (cũng thuộc Kỳ Anh, Hà Tĩnh ngày nay). Tất cả đều bị áp giải về Kim Lăng (Nam Kinh, Trung Quốc). Kể từ đó, nhà Hồ mất, nhà Minh sáp nhập nước Việt làm quận Giao Chỉ. Minh Thành Tổ sau khi hỏi tội cha con Hồ Quý Ly trước triều, đã tha tội cho Hồ Nguyên Trừng và các con nhỏ trong gia đình.

## Làm quan nhà Minh
Ngày 17 tháng 3 âm lịch năm 1409, tôn thất nhà Trần là Trần Quý Khoáng xưng làm Hoàng đế ở Chi La (nay là huyện Đức Thọ, Hà Tĩnh), lấy niên hiệu Trùng Quang. Vua Trùng Quang nhiều lần cất quân ra Bắc đánh Minh. Năm 1411, Trùng Quang sai Hành khiển Hồ Ngạn Thần, Thẩm hình Bùi Nột Ngôn đem biểu văn, cống vật và hai tượng người bằng vàng, bạc sang Minh cầu phong. Đến Yên Kinh, Minh Thành Tổ sai Hồ Nguyên Trừng, lấy thân phận là người đồng hương, ra vẻ hỏi thăm, mà thật ra là thăm dò tình hình Đại Việt. Ngạn Thần đem tình hình kể hết cho Nguyên Trừng, Nột Ngôn thì không nói. Vua Minh giả cách phong Trùng Quang làm Giao Chỉ Bố chính sứ, Ngạn Thần làm Tri phủ Nghệ An. Về nước, Bùi Nột Ngôn hặc tội Hồ Ngạn Thần tiết lộ việc nước cho Hồ Nguyên Trừng và nhận quan chức của Minh. Vua Trùng Quang bắt Ngạn Thần xử tử.

Năm 1426, đời Minh Tuyên Tông, Lê Trừng 黎澄 (tức Hồ Nguyên Trừng sau khi được nhà Minh tha tội, dùng lại tên Lê Trừng) làm việc cho bộ Công của nhà Minh. Ông bị vạch tội lên vua Minh vì làm việc 9 năm mà không khai báo lý lịch. Vua Minh cho rằng ông đã được Minh Thành Tổ tha tội nên không truy cứu. Năm cuối năm 1427, đầu năm 1428, ông được thăng tới chức Tả Thị lang của bộ Công, được trả lương bằng gạo.
Năm 1427 ... Thăng Lê Trừng (黎澄 ), Lang trung Ty Thanh lại Doanh Thiện Bộ Công tại hành tại, làm Hữu Thị lang bản bộ, hưởng lộc quang nhưng không đảm nhiệm công việc. Năm 1428 ... Ngày Ất Dậu (乙酉), sắc cho Lê Trừng (黎澄), Hữu Thị lang Bộ Công tại hành tại, được cấp bổng lộc hàng tháng bằng gạo nguyên phần. Trừng là anh của Lê Thương (黎蒼 Hồ Hán Thương), nguyên ngụy chủ An Nam, bị bắt giải về kinh. Thái Tông Hoàng đế xá tội và dùng, ban đầu bổ làm Chủ sự Bộ Công. Khi Thượng lên ngôi, thăng làm Lang trung. Có nội thần tâu rằng Trừng nghèo, nên được thăng làm Thị lang. Đến nay lại được sắc cho cấp đủ bổng lộc bằng gạo hàng tháng.
Biết được Hồ Nguyên Trừng (và Hồ Nhuế) có tài năng, vua Minh Anh Tông cho ân xá, nhưng buộc phải đổi họ khác (vì không thừa nhận gia đình ông là dòng dõi Ngu Thuấn). Vì vậy ở sách Nam Ông mộng lục, tác giả đề tên là Lê Trừng (黎澄, đổi lại họ Lê như cũ).

### Giúp nhà Minh cải tiến súng
Sau khi chinh phục nhà Hồ năm 1407, những tù binh Việt Nam giỏi làm súng được đưa về thủ đô Nam Kinh cùng với các thợ thủ công khác. Khoảng 17.000 người Việt được đưa về Trung Quốc, trong đó có Hồ Nguyên Trừng. Vì là người phụ trách quân cơ dưới triều Hồ, lại giỏi làm vũ khí nên ông được vua Minh trọng dụng. Thời Minh Thành Tổ, hỏa khí Trung Quốc được cải thiện nhờ học hỏi thêm những kỹ thuật mới từ Đại Việt. Nhà Minh thu được một loại mũi tên của người Việt gọi là "thần tiễn", họ chế tạo hàng loạt từ 1415. Họ còn học được cách cải tiến lẫy cò súng để không bị ướt nước mưa, kỹ thuật này dùng để chế tạo súng ngắn từ năm 1410. Vì ông giỏi chế tạo hỏa khí nên lại được làm quan ở bộ Công, thăng đến chức Tả Thị lang như lời ông đề ở cuối bài Tựa trong quyển Nam Ông mộng lục. Trong Vân đài loại ngữ, Lê Quý Đôn nhắc đến một tình tiết: "quân Minh khi làm lễ tế súng đều phải tế Trừng".

Sách Thù vực chu tư lục (quyển 6) chép:
Theo sách Cô Thụ Bao Đàm (《孤樹褒談》) chép:
Vào thời Vĩnh Lạc, Lê Quý Ly (黎季犛) nước An Nam đầu hàng, ba người con đều theo vào triều.
- Con trưởng tên Trừng (澄 Hồ Nguyên Trừng), được ban họ Trần (陳), làm quan đến Hộ bộ Thượng thư. Trừng giỏi chế tạo súng, sáng tạo ra thần thương 神槍 cho triều đình. Sau bị giáng chức, con ông được cho thế tập chức Chỉ huy Cẩm y vệ. Trừng nguyện theo đường văn, nên được phép cho một người trong dòng họ làm sinh viên Quốc tử giám. Nay mỗi khi tế binh khí đều tế cả Trừng.
- Con giữa tên không rõ, được ban họ Đặng (鄧), cũng làm quan Thượng thư, sau bị giáng làm lại viên ở huyện Giang Âm. Có ba con trai, một người được cho thế tập chức Chỉ huy Cẩm y vệ, lại được ban ruộng ở Giang Âm rất nhiều, miễn thuế vĩnh viễn, đến nay vẫn giữ nghiệp nhà.
- Con thứ ba tên không rõ, làm quan Chỉ huy. Sau lâu ngày xin về tế mộ, rồi tự lập làm vua. Lê Quý Ly chết, được chôn ở kinh sư, con ông sau cải táng bên núi Chung Sơn 鍾山.

Người chép sách (Nghiêm Tòng Giản) cho rằng: Lê Quý Ly là nghịch thần, sử chép bị giết, không phải chết tự nhiên. Con út tự lập làm vua, thì An Nam còn chỗ nào dung chứa? Cũng chưa từng nghe có vị vua ấy. Lời chép này phần nhiều là hư cấu, tạm ghi lại chờ khảo chứng.
Sách Hoàng Minh đại sự ký cũng dẫn lại sách Cô Thụ bao đàm nhưng có chút khác biệt:
Sách Cô Thụ bao đàm viết:"Vào thời Vĩnh Lạc (永樂), ba người con của Lê Quý Ly (黎季犁) theo cha vào triều.
Con lớn là Nhật Trừng (日澄), được ban họ Trần (陳), làm Thượng thư bộ Hộ, giỏi chế tạo súng, sáng tạo ra “thần thương” cho triều đình. Sau bị giáng chức, con được thế tập làm Chỉ huy Cẩm y vệ, nhưng Nhật Trừng muốn theo văn nghiệp, nên được cho làm Quốc tử sinh. Nay mỗi khi tế khí giới đều tế Trừng.
Con giữa không rõ tên, được ban họ Đặng (鄧), cũng làm quan Thượng thư, sau bị giáng làm trợ lý huyện Giang Âm (江陰), chưa rõ là thừa hay bạ. Có ba con, một người được thế tập làm Chỉ huy Cẩm y vệ, được ban ruộng ở Giang Âm rất hậu, miễn thuế đời đời, nay vẫn giữ nghiệp cũ.
Con út không rõ tên, làm Chỉ huy lâu năm, xin về tế mộ, rồi tự lập làm vương.
Lê Quý Ly chết, táng ở kinh sư, con sau cải táng bên núi Chung Sơn (鍾山)."

Quý Ly cướp ngôi, giết Trần Thiên Bình (陳天平), khởi loạn khiến triều đình phải động binh nhiều lần, bắt được rồi giam vào ngục, không phải là hàng. Con cháu được tha, trong đó có Nhật Trừng, giỏi chế tạo thần thương, được dùng, theo họ gốc (là Lê Trừng), không nghe gọi là họ Trần. Sau làm Thị lang bộ Công, về già nghèo, được cấp bổng lộc như Thượng thư suốt đời, không bị trừ, chưa nghe nói bị giáng từ Thượng thư.

Theo Minh thực lục, thời Minh Anh Tông:
Năm 1436, ngày Đinh Dậu, thăng hành tại Công bộ Hữu Thị lang Lê Trừng (黎澄 ) làm Bổn bộ Tả Thị lang, vẫn phục vụ tại Nội phủ, do đã mãn hạn khảo hạch 9 năm. Năm 1443, Công bộ Hữu Thị lang Lê Trừng 黎澄, tuổi 70, lẽ ra nên về hưu, nhưng dâng sớ xin được lưu dụng. Hoàng Thượng thương tình ông là người phương xa Giao Chỉ 交阯, nên chấp thuận. Năm 1444, Hồng Lô Tự Tự ban Song Bỉnh 雙秉 cũng tâu rằng Công bộ Tả Thị lang Lê Trừng 黎澄 làm rơi mũ áo và đồ rượu, đều xin trị tội. Thượng cho rằng Hanh và những người khác chỉ bới móc lỗi nhỏ, nên không chấp thuận. Năm 1445, Thăng Công bộ Tả Thị lang Lê Trừng 黎澄 làm Bổn bộ Thượng thư, vẫn phục vụ tại Nội phủ, do đã mãn hạn chức vụ 9 năm. Chính Thống năm thứ 11, ngày 10 tháng 7 âm lịch (tức ngày 02 tháng 8 năm 1446 dương lịch), ngày Bính Tý, Công bộ Thượng thư Lê Trừng 黎澄 qua đời, triều đình sai quan đến tế, lệnh cho hữu ty lo việc mai táng.
Theo Minh sử, thì Hồ Nguyên Trừng được thăng chức Công bộ Thượng thư (1445) được một năm thì mất, thọ 73 tuổi. Năm 1446 (Tức năm thứ 4 Thái Hòa vua Lê Nhân Tông, năm 11 Chính Thống vua Minh Anh Tông), Lê Trừng mất. Nguyên văn trong sách như sau (dịch):
Năm thứ 10 (Chính Thống), Kỷ Sửu (đúng ra là Ất Sửu, 1445), Lê Trừng, vương tử An Nam, nhậm chức [Công bộ Thượng thư] vào tháng 6, chuyên lo cung cấp các thứ đồ dùng cho nội phủ. Bính Dần (1446), năm thứ 11, tháng 7, Trừng chết.

### Hậu duệ
Sau khi Lê Trừng mất, triều Minh cho con ông là Lê Thúc Lâm (黎叔林), trước đó đang làm Chuyển vận sứ ở Diêm vận ty tỉnh Sơn Đông, làm Trung thư xá nhân, tiếp tục lo việc chế tạo quân khí cho đến khi về hưu năm 1470. Cho mãi đến năm 1489, con cháu của những người này vẫn còn làm quan phục vụ trong triều Minh. Hiện mộ phần Lê Trừng (tức Hồ Nguyên Trừng), Lê Thúc Lâm và Lê Thế Vinh (黎世榮 con của Thúc Lâm, cũng làm quan cho triều Minh) đều ở tại thôn Nam An Hà, thuộc thành phố Bắc Kinh (Trung Quốc) ngày nay.

Theo Minh thực lục, thời Minh Anh Tông và Minh Hiến Tông:
Năm 1452 (Anh Tông), Lê Thúc Lâm (黎叔林) được thăng chức từ Lang trung Bộ Công lên làm Hữu Thị lang của bộ này, đồng thời tiếp tục phụ trách việc quản lý xưởng quân khí. Năm 1461, vào năm Đinh Mão trước đây, Thượng thư Bộ Công tại Nam Kinh là Vương Vĩnh Thọ (王永壽) và Thị lang Bộ Công là Lê Thúc Lâm (黎叔林) đều đã hoàn thành kỳ khảo hạch 9 năm. Hoàng thượng ra lệnh phục chức cho cả hai.

Năm 1469 (Hiến Tông), Lê Thúc Lâm (黎叔林), Hữu Thị lang Bộ Công, có con là Lê Thế Vinh (黎世榮) được bổ nhiệm làm Trung thư Xá nhân. Thúc Lâm là người Giao Chỉ 交趾, con của Lê Trừng (黎澄). Lê Trừng là con của Lê Quý Ly 黎季𤛆 và là em của Lê Thương (黎蒼). Cả bọn từng bị bắt làm tù binh. Đại Tông Văn Hoàng đế (Chu Đệ) đã tha tội và bổ nhiệm làm quan, giao chuyên trách giám sát xưởng chế tạo binh khí, đặc biệt là tên nhọn (nhuệ tiễn 銳箭) (trước kia chép nhầm là 銃箭 “súng tiễn”, đã được hiệu đính). Việc chế tạo hỏa dược cũng do Bộ Công đảm nhiệm, Thúc Lâm kế tục chức Thượng thư Bộ Công, tiếp tục giám sát việc chế tạo quân khí. Đến lúc này, ông xin cho con là Thế Vinh được bổ nhiệm làm quan tại kinh đô để tiện phụng dưỡng. Hoàng thượng thương tình người phương xa, đã chấp thuận lời thỉnh cầu. Năm 1470, Lê Thúc Lâm (黎叔林), Hữu Thị lang Bộ Công, sau chín năm mãn hạn chức vụ, tự trình rằng tuổi đã 70, theo lệ nên về hưu. Tuy nhiên, vì là người Giao Chỉ, xa quê, không có nhà để trở về, nên xin được phục chức để tiếp tục cống hiến và báo đáp triều đình. Hoàng thượng đã chấp thuận lời thỉnh cầu ấy. Dương lịch ngày 31-05-1470, Lê Thúc Lâm (黎叔林), Hữu Thị lang Bộ Công, qua đời. Triều đình ban lễ tang và tế lễ theo đúng nghi thức quy định.

## Đóng góp
Khi sống cuộc đời lưu vong ở Trung Quốc, Hồ Nguyên Trừng đã soạn ra cuốn Nam Ông mộng lục (Chép lại những giấc mộng của Nam Ông) gồm 31 thiên, nhưng hiện chỉ còn 28 thiên. Đây là tập hồi ký chữ Hán đầu tiên và là tác phẩm đầu tiên mở đường cho khuynh hướng viết về "người thực, việc thực" trong văn xuôi tự sự Việt Nam.
Bên cạnh đó, ông còn là nhà kỹ thuật quân sự tài ba. Theo sử liệu, khi còn ở trong nước, do nhu cầu quân sự, ông đã sáng chế và chỉ đạo chế tác súng thần cơ (hỏa thương cải tiến) và thuyền cổ lâu (thuyền chiến lớn có hai tầng) Cho nên sau này ông được vua Minh thu dụng để lo việc chế tạo súng.
Ngoài ra, ông còn là người lo việc đắp những con đê lớn, đào một số kênh và vét lại một số con sông nhằm phục vụ các hoạt động về giao thông, thủy lợi và quân sự. Đặc biệt, những công trình kiến trúc ở thời nhà Hồ, chẳng hạn như thành Tây Đô đồ sộ,... đều do ông chỉ huy xây dựng.
Tên Hồ Nguyên Trừng đã được đặt cho một con đường ở thị trấn Phong Điền (tỉnh Thừa Thiên Huế) và ở hai quận Hải Châu, Cẩm Lệ (thành phố Đà Nẵng).

## Sách tham khảo chính
- Ngô Sĩ Liên (1993). Đại Việt sử ký toàn thư. Quyển Nội các quan bản. Hà Nội: Nhà Xuất bản Khoa học Xã hội.
- Hồ Nguyên Trừng (1999). Nam Ông mộng lục. Nhà Xuất bản Văn học.
- Ngô Thì Sĩ; Hội Việt Nam Nghiên cứu Liên lạc Văn hóa Á Châu (phiên dịch) (1991). Việt sử tiêu án. Nhà Xuất bản Văn Sử.
- Phan Huy Chú (2007). Lịch triều hiến chương loại chí. Quyển 1. Nhà Xuất bản Giáo dục. {{Chú thích sách}}: Đã bỏ qua tham số không rõ |đồng tác giả= (trợ giúp)
- Phan Huy Chú (2007). Lịch triều hiến chương loại chí. Quyển 2. Nhà Xuất bản Giáo dục. {{Chú thích sách}}: Đã bỏ qua tham số không rõ |đồng tác giả= (trợ giúp)
- Quốc sử quán triều Nguyễn (1998), Khâm định Việt sử Thông giám cương mục, Hà Nội: Nhà Xuất bản Giáo dục
- Trần Trọng Kim (1971), Việt Nam sử lược, Sài Gòn: Trung tâm Học liệu Xuất bản thuộc Bộ Giáo dục
- Trần Xuân Sinh (2006), Thuyết Trần, Nhà Xuất bản Hải Phòng
- Chapuis, Oscar (1995), A history of Vietnam: from Hong Bang to Tu Duc, Greenwood Publishing Group, ISBN 0-313-29622-7
- Minh thực lục (bằng tiếng Trung). Trung Quốc: Nhà Minh.
- Ngô Thị Xinh (2021). CUỘC ĐỜI CỦA HỒ NGUYÊN TRỪNG – NGƯỜI ĐẦU TIÊN PHÁT MINH RA SÚNG DÙNG HỎA LỰC. Hà Nội: Tạp chí Khoa học - Trường Đại học Thủ đô Hà Nội: Khoa học Tự nhiên và Công nghệ.